# Копті (кладовище)
Міський цвинтар «Копті» (біл. Гарадскія могілкі «Копці») — основний міський цвинтар Вітебська. Заснований у 1997 році.

## Основна інформація
Цвинтар «Копті» відкритий у 1997 році, для розвантаження іншого Вітебського цвинтаря «Мазурине». 
Знаходиться у 16 км на південь від Вітебська та у 3 км на північний захід від агромістечко Копті, поблизу автомагістралі М8. Головний офіс підприємства розташований безпосередньо у Вітебську. В напрямку цвинтаря з Вітебська курсують міські автобуси.
На 2015 рік було заплановано проектування та початок побудови четвертої черги цвинтаря.